# Permian Reef Trail
Le Permian Reef Trail, ou Permian Reef Geology Trail, est un sentier de randonnée américain dans le comté de Culberson, au Texas. Entièrement située au sein du parc national des Guadalupe Mountains et presque totalement dans la Guadalupe Mountains Wilderness, cette section du Guadalupe Ridge Trail débute à la station de rangers du canyon McKittrick et s'arrête à la frontière entre le Nouveau-Mexique et le Texas. Le sentier agit comme un sentier d'interprétation présentant la géologie des montagnes Guadalupe.